# Póvoa da Isenta
Póvoa da Isenta ist eine Gemeinde (Freguesia) im portugiesischen Kreis Santarém. In ihr leben 1045 Einwohner (Stand 19. April 2021).